# Aube (departma)
Aube (oznaka 10) je francoski departma, ki se imenuje po istoimenski reki, ki teče skozenj. 

## Zgodovina
Departma je bil ustanovljen v času francoske revolucije 4. marca 1790 iz dela nekdanje pokrajine Šampanje.

## Geografija
Aube leži v južnem delu regije Šampanja-Ardeni. Na severu in vzhodu meji na departmaja Marno in Gornjo Marno, na jugu na burgundska Côte-d'Or in Yonne, na zahodu pa na departma regije Île-de-France Seine-et-Marne.